# هارون أوينز
هارون أوينز (20 مارس 1974 بفيلادلفيا في الولايات المتحدة - ) (بالإنجليزية: Aaron Owens)‏ هو لاعب كرة سلة أمريكي في مركز هجوم خلفي.

## وصلات خارجية
- هارون أوينز على موقع IMDb (الإنجليزية)

- هارون أوينز على موقع ريلجم (الإنجليزية)
- هارون أوينز على موقع سبورتس رفرنس (الإنجليزية)